# Carl Philipp Emil von Hanstein
Carl Philipp Emil Freiherr von Hanstein (* 11. Februar 1772 in Kassel; † 8. April 1861 ebenda) war ein deutscher Jurist und kurhessischer Staatsminister des Inneren.

## Leben

### Herkunft
Seine Eltern waren der Forstmeister Carl Wilhelm Heinrich von Hanstein (1738–1771) und dessen Ehefrau Hedwig Louise, geb. Stiern (1742–1813).

### Werdegang
Da sein Vater bereits vor Carl Philipps Geburt bei einem Jagdunfall verstorben war, sorgte seine Mutter für eine gute Ausbildung. Carl besuchte das Gymnasium Casimirianum in Coburg und ging dann 1789 auf die Universität Göttingen, wo er Jura und Naturwissenschaften studierte. In Göttingen lernte er zahlreiche wichtige Persönlichkeiten kennen, so die Gebrüder Humboldt, Nagler und den späteren Minister von Wittgenstein.
Nach seinem Studium kam er 1792 zum Reichskammergericht nach Wetzlar. 1793 wechselte er als Assessor nach Marburg, wo er 1800 zum Justizrat ernannt wurde. Mit der Integration Kurhessens in das napoleonische Königreich Westphalen im Jahre 1807 wurde Hanstein in westphälischen Dienst übernommen. Er leitete nun die Ermittlungen gegen marodierende Räuberbanden. Mit dem Ende des Königreiches und der Restitution Kurhessens 1813 wurde er zunächst Justizrat in Marburg, aber bald zum Regierungsrat befördert. Er war nun hauptsächlich mit Verwaltungstätigkeiten befasst, und als es 1821 zur Trennung von Justiz und Verwaltung kam, blieb er im Verwaltungsdienst. 1824 wurde er als Regierungsdirektor und Kommissar in das bischöfliche Kapitel nach Fulda versetzt. Er sorgte für ein gutes Einvernehmen und freundete sich mit dem späteren Bischof Johann Leonhard Pfaff an. 1832 wurde er als Regierungspräsident und Direktor des Konsistoriums nach Hanau versetzt. Dort musste er die Verhältnisse der Standesherren zur großherzoglich-darmstädtischen Regierung regeln.
Im Jahre 1834 wurde er zum Geheimrat ernannt und als Regierungspräsident der Provinz Niederhessen nach Kassel versetzt. Er wurde dort Nachfolger von Johannes Hassenpflug, war von 1837 bis 1841 Kurhessischer Staatsminister des Inneren und ging am 1. November 1841 in den Ruhestand. Der liberale Chronist Carl Wilhelm Wippermann beschreibt ihn als „streng an den kleinen Formen des gewöhnlichen Geschäftsganges klebend“. Er betätigte sich danach als Genealoge seiner Familie.

### Familie
Hanstein heiratete am 6. April 1801 in Haynau Wilhelmine von Lindenthal (1783–1866), eine Tochter des Landgrafen Wilhelm IX. aus dessen Beziehung mit der Freifrau Rosa von Lindenthal. Das Paar hatte mehrere Kinder:
- Wilhelm Ludwig August (1803–1878), hessischer Staatsrat ⚭ Emma von Knorr-Sollstedt (1807–1876) -> Linie Hanstein-Knorr
- Mathilde (* 1805)
- Edmund Ludwig (1808–1887), preußischer Generalleutnant, Herr auf Rothenbach, Senior der Gesamtfamilie

⚭ 1842 Anna von Hanstein (1820–1842)
⚭ 1844 Auguste Vitzthum von Eggersberg (1819–1888)
- Emma (1810–1897) ⚭ 10. Mai 1830  Adolf von Wurmb (1796–1841), Herr auf Kohlgraben[2]
- Hedwig (1814–1877) ⚭ 1834 Gustav von Haynau (1811–1837), Hessischer Lieutenant, Sohn von Carl von Haynau
- Otto Wilhelm (1817–1874), österreichischer Oberstleutnant ⚭ 1851 Bertha von Weissenburg (* 1832)
- Adalbert (1820–1871), preußischer Oberstleutnant  ⚭ 1860 Ottilie von Pressentin (1840–1910)

## Schriften
- Urkundliche Geschichte des Geschlechts der von Hanstein in dem Eichsfeld in Preußen (Provinz Sachsen). Bohne, Kassel 1856/57 (erster Teil, zweiter Teil).